# Blu Hunt
Blu Hunt (Sacramento, 1995. július 11. –) amerikai színésznő.
Legismertebb alakítása August a Másik élet című sorozatban, emellett feltűnt Az új mutánsok filmben is.

## Fiatalkora
A kaliforniai Sacramentóban született, a lakota indián törzsből származó felmenőkkel rendelkezik.

## Pályafutása
A 2015-ös One Block Away című rövidfilmben debütált. 2016-ban szerepet vállalt a This Is It és a Girl on Girl című televíziós sorozatban. 2017-ben elismerést kapott a The CW The Originals – A sötétség kora című drámasorozatának negyedik évadjában Inadu / The Hollow szerepéért.
2019 óta August Catawnee-ként szerepel a Netflix Másik élet című tudományos-fantasztikus drámasorozatában. Ugyanebben az évben vendégszínész volt az ABC Dex nyomozó című bűnügyi drámasorozatában is.
Danielle Moonstar / Mirázs néven szerepelt Az új mutánsok című szuperhős-horrorfilmben. A filmet eredetileg 2018 áprilisában akarták bemutatni, de többszöri halasztás után, 2020. augusztus 28-án debütált.

## Filmográfia

### Film
| Év   | Magyar cím     | Eredeti cím     | Szerep                     | Magyar hang  |
| ---- | -------------- | --------------- | -------------------------- | ------------ |
| 2015 |                | One Block Away  | Erica                      |              |
| 2020 | Az új mutánsok | The New Mutants | Danielle Moonstar / Mirázs | Lovas Emília |

### Televízió
| Év        | Magyar cím                      | Eredeti cím   | Szerep             | Megjegyzések                          |
| --------- | ------------------------------- | ------------- | ------------------ | ------------------------------------- |
| 2016      |                                 | Girl on Girl  | Blu                | 1 epizód                              |
| 2016      |                                 | This Is It    | Layla              | törölt próbaepizód                    |
| 2017      | The Originals – A sötétség kora | The Originals | The Hollow / Inadu | 6 epizód                              |
| 2019      | Dex nyomozó                     | Stumptown     | Nina Blackbird     | 1 epizód                              |
| 2019–2021 | Másik élet                      | Another Life  | August Catawnee    | főszereplő magyar hangja Szabó Emília |